# Andressa Cavalcanti
Andressa Cavalcanti Ramalho (João Pessoa, 27 de outubro de 1996) é uma voleibolista brasileira praticante da modalidade de vôlei de praia que sagrou-se campeã da edição dos Jogos Sul-Americanos da Juventude de 2013 no Peru, também foi medalhista de ouro na edição do Campeonato Mundial de Vôlei de Praia Sub-19 de 2014 em Portugal.

## Carreira
A trajetória de Andressa com o voleibol iniciou-se nas quadras, mas migrou para o vôlei de praia quando convidada por um técnico, atualmente seu preparador físico; após bons resultados nas categorias de base chamou a atenção do técnico Júlio Kunz, que a convocou para um período de treinamentos em Saquarema.Em 2013 formou dupla com Paula Hoffmann e disputaram a etapa de Sobral, Brasil, pelo Circuito Sul-Americano de Vôlei de Praia 2012-13 quando finalizaram na quinta colocação.
Para disputar a edição dos Jogos da Sul=Americanos da Juventude disputado em Lima, jogou novamente ao lado de Paula Hoffmann nesta ocasião conquistaram a medalha de ouro e também disputara neste ano a edição do Campeonato Mundial de Vôlei de Praia Sub-19 na cidade de Porto, ocasião que finalizaram na quinta colocação.Também finalizaram na quinta posição na etapa de Macaé, Brasilpelo Circuito Sul-Americano de Vôlei de Praia de 2014.
Na temporada de 2014 jogou ao lado de Duda Lisboa na edição do Campeonato Mundial de Vôlei de Praia Sub-19, sediado na cidade de Porto e conquistaram a medalha de ouro.Com Roberta Glatt alcançou a quadragésima sétima colocação na edição do Campeonato Mundial de vôlei de Praia Sub-21 de 2014 em Lárnaca .
Passou a competir com Ana Patrícia Ramos na temporada de 2014 Circuito Brasileiro de Vôlei de Praia Challenger alcançando a décima sétima posição na etapa de Ribeirão Preto e no mesmo ano atuaram juntas no Circuito Brasileiro de Vôlei de Praia Sub-23 de 2014 alcançando o terceiro lugar na etapa de Ribeirão Preto;ao lado de Paula Hoffmann foi campeã na etapa de Campo Grande, terceira colocadas na etapa do Rio de Janeiro, vice-campeãs na etapa de Campinas, e campeãs na etapa de Brasília, finalizando na quarta posição geral  no referido circuito.
Com Carol Pereira finalizou na décima terceira posição na etapa de Aracaju válida pelo Circuito Brasileiro de Vôlei de Praia Nacional 2014-15 finalizaram na décima terceira posição  , prosseguindo neste circuito lado de Tainá Bigi quando finalizou na quinta posição na etapa do Rio de Janeiro, finalizando em quinto lugar, sagrando-se vice-campeãs na etapa de Campinasnona posição na etapa de São José,, quinta colocação na etapa de Brasília, na outra etapa também e Brasília conquistaram o vice-campeonato e conquistou o título da outra etapa realizada no Rio de Janeiro.
Ainda atuando ao lado de Andressa Cavalcanti disputou a edição do Super Praia B de 2015, edição realizada em Maceió, e neste campeonato conquistou a medalha de bronze e com esta atleta competiu na etapa de Montevidéu pelo Circuito Sul-Americano de Vôlei de Praia de 2015 e alcançaram a o quarto lugar nesta competição.Nesta mesma temporada atuaram novamente juntas no Aberto do Rio de Janeiro e terminaram na trigésima terceira posição geral; também disputaram o referido circuito na temporada de 2016, quando alcançaram a décima sétima colocação  ao final da etapa do Aberto de Fortaleza.Ao lado desta jogadora disputou a etapa de Cartagena pelo Circuito Sul-americano de vôlei de Praia 2015-16 mas encerram na quinta colocação.No Circuito Brasileiro de Vôlei de Praia Open 2015-16 alcançou o quinto lugar ao lado de Andressa Cavalcanti na etapa do Rio de Janeiro e na de Fortaleza.
Na jornada de 2016 do Circuito Brasileiro de Vôlei de Praia Challenger competiu com Tainá Bigii na conquista do bronze na etapa de João Pessoa, décimas terceiras colocadas na etapa de Jaboatão dos Guararapes, novamente terceiras colocadas na etapa de Aracaju e alcançaram também o quinto lugar neste circuito na etapa de Cabo Frio, encerrando com o vice-campeonato na classificação geral da competição..Juntas conquistaram nas edições de 2015 (Uberlândia), nesta representando a Unipê e 2016 (Cuiabá) o bicampeonato dos Jogos Universitários Brasileiros (JUB´s).
Formou dupla com Victória Tosta quando competiram na etapa de Vicente López pelo Circuito Sul-Americano de Vôlei de Praia 2015-16, “Super Etapa”,  e conquistou a medalha de prata. e também disputaram a edição do Campeonato Mundial de Vôlei de Praia Sub-21 de 2016, sediado em Lucerna e alcançaram a nona posição final.
Na temporada de 2015 do Circuito Brasileiro de Vôlei de Praia Sub-23 novamente com Paula Hoffmann e foram campeãs da etapa de Chapecó, terceira colocadas na etapa de Campo Grande , na etapa de Vitória e também na etapa do Rio de Janeiro, alcançaram o vice-campeonato na etapa de Salvador, finalizaram a última etapa em Brasília com o bronze, conquistando na classificação geral o vice-campeonato.
Competiu ainda na temporada de 2016 ao lado de Tainá Bigi pelo Circuito Brasileiro de Vôlei de Praia Sub-23 sendo vice-campeãs em Jaboatão dos Guararapes, obtiveram o bronze na etapa de Cabo Frio, o título na etapa do Rio de Janeiro, o vice-campeonato em Brasília e novamente campeãs em São José e ao final do circuito finalizou com o título da edição.
Na temporada de 2016-17 passou a competir ao lado de Vivian Cunha pelo Circuito Brasileiro de Vôlei de Praia Open terminando na décima terceira colocação na etapa de Campo Grande, obtendo as nonas posições nas etapas de Brasília,de Uberlândia, de Curitiba,de São José, prosseguiu nesta edição com Maria Clara Salgado e obteve o mesmo posto anterior nas etapas de Aracaju e Vitória.
Ao lado de Maria Clara Salgado disputou a etapa de João Pessoa válida pelo Circuito Brasileiro de Vôlei de Praia Nacional 2016-17 ocasião que finalizaram na quinta posição, sagrando-se na etapa seguinte em Maceió campeãs.
Com a parceria de Andrezza Martins disputou a edição do Circuito Brasileiro de Vôlei de Praia Challenger de 2017, ambas finalizaram em quinto lugar nas etapas de Maringá e Bauru, conquistando o bronze na etapa de Palmas e o vice-campeonato na etapa do Rio de Janeiro,obtendo a segunda colocação geral final neste circuito.
Em 2017 foi convocada para representar o país ao lado de Paula Hoffmann na etapa de Ancón, Peru válida pelo Circuito Sul-Americano de Vôlei de Praia e nesta finalizaram na quinta colocação.
Compos dupla com Renata Trevisan Ribeiro e disputaram a primeira etapa do Circuito Brasileiro de Vôlei de Praia Open 2017-18, alcançando a nona posição na etapa de Campo Grande, na sequência jogou com Andrezza Martins alcançando o quinto lugar na etapa de Natal sendo mesmo posto obtido na etapa de Itapema.

## Títulos e resultados
- Etapa de Buenos Aires do Circuito Sul-Americano de Vôlei de Praia:2015-16[34]
- Etapa de Montevidéu do Circuito Sul-Americano de Vôlei de Praia:2015[25]
- Circuito Brasileiro de Voleibol de Praia - Challenger:2017[63]
- Etapa do Rio de Janeiro do Circuito Brasileiro de Voleibol de Praia - Challenger:2017[62]
- Etapa de Palmas do Circuito Brasileiro de Voleibol de Praia - Challenger:2017[61]
- Circuito Brasileiro de Voleibol de Praia - Challenger:2016[31]
- Etapa de Aracaju do Circuito Brasileiro de Voleibol de Praia - Challenger:2016[29]
- Etapa de João Pessoa do Circuito Brasileiro de Voleibol de Praia - Challenger:2016[27]
- Superpraia B:2015[24]
- JUB's:2015[33] e 2016[33]
- Etapa de Maceió  do Circuito Brasileiro de Vôlei de Praia - Nacional:2016-17[58]
- Etapa do Rio de Janeiro do Circuito Brasileiro de Vôlei de Praia - Nacional:2014-15[22]
- Etapa de Brasília do Circuito Brasileiro de Vôlei de Praia - Nacional:2014-15[21]
- Etapa de Campinas do Circuito Brasileiro de Vôlei de Praia - Nacional:2014-15[18]
- Circuito Brasileiro de Voleibol de Praia Sub-23:2016[48]
- Etapa de São José do Circuito Brasileiro de Vôlei de Praia Sub-23:2016[47]
- Etapa de Rio de Janeiro do Circuito Brasileiro de Vôlei de Praia Sub-23:2016[45]
- Etapa de Jaboatão dos Guararapes do Circuito Brasileiro de Vôlei de Praia Sub-23:2016[43]
- Etapa de Brasília do Circuito Brasileiro de Vôlei de Praia Sub-23:2016[46]
- Etapa de Cabo Frio do Circuito Brasileiro de Vôlei de Praia Sub-23:2016[44]
- Circuito Brasileiro de Voleibol de Praia Sub-23:2015[2]
- Etapa de Chapecó do Circuito Brasileiro de Vôlei de Praia Sub-23:2015[36]
- Etapa de Salvador do Circuito Brasileiro de Vôlei de Praia Sub-23:2015[41]
- Etapa de Brasília do Circuito Brasileiro de Vôlei de Praia Sub-23:2015[42]
- Etapa do Rio de Janeiro do Circuito Brasileiro de Vôlei de Praia Sub-23:2015[39]
- Etapa de Vitória do Circuito Brasileiro de Vôlei de Praia Sub-23:2015[38]
- Etapa de Campo Grande do Circuito Brasileiro de Vôlei de Praia Sub-23:2015[37]
- Circuito Brasileiro de Voleibol de Praia Sub-23:2014[15]
- Etapa de Brasília Circuito Brasileiro de Vôlei de Praia Sub-23:2014[14]
- Etapa de Campo Grande do Circuito Brasileiro de Vôlei de Praia Sub-23:2014[11]
- Etapa de Campinas do Circuito Brasileiro de Vôlei de Praia Sub-23:2014[13]
- Etapa do Rio de Janeiro do Circuito Brasileiro de Vôlei de Praia Sub-23:2014[12]
- Etapa de Ribeirão Preto do Circuito Brasileiro de Vôlei de Praia Sub-23:2014[10]

## Premiações Individuais
[carece de fontes?]